# 小行星2864
小行星2864（2864 Soderblom）是一颗围绕太阳公转的小行星。1983年1月12日，布萊恩·A·史基夫在可可尼诺县发现了此天体。
該小行星以美國行星科學家拉里·索德布隆命名。
这颗小行星的绝对星等为11.23732等。